# みやこかしわ
みやこ かしわは、日本の漫画家、イラストレーター。成人向け作品での名義はピエ〜ル☆よしお。

## 来歴
2004年ごろからピエ〜ル☆よしお名義で商業イラストレーターとして活動を開始。それ以前から並行してインターネット上で創作活動をしており、RPGツクールやFlashなどを用いて同人ゲームを制作していた。
2011年、成人向け漫画雑誌のCOMIC快楽天（ワニマガジン社）7月号で漫画家としてデビュー。
2013年、月刊少年エース（角川書店）7月号より上栖綴人による小説「新妹魔王の契約者」のコミカライズの連載を開始。2015年、裏サンデー（小学館）とマンガワン（同）にて、はらわたさいぞうがWebで発表した作品「出会って5秒でバトル」をリメイクした漫画の連載を開始。2018年、月刊少年エース8月号より三田誠が原作を務め、有坂あこの作画によるファンタジー作品「Bestia ベスティア」の連載が開始され、同作の構成を担当する。2021年7月に「出会って5秒でバトル」がテレビアニメ化された。

## 作品リスト

### 単行本

#### ピエ〜ル☆よしお名義
- ちちびっち （ワニマガジン社刊、2014年5月）ISBN 978-4862693020

#### みやこかしわ名義
- 新妹魔王の契約者（原作：上栖綴人、キャラクター原案：大熊猫介、『月刊少年エース』2013年7月号[9] - 2017年6月号、全9巻） - コミカライズ[1]
- 出会って5秒でバトル（原作：はらわたさいぞう、『裏サンデー』・『マンガワン』[10]2015年8月11日 - 連載中、既刊28巻）
- Bestia ベスティア（原作：三田誠、作画：有坂あこ、『月刊少年エース』2018年8月号[11] - 2021年1月号[13]、全3巻） - 構成担当[11]

### 読み切り
- 恋する数学科-コイマス-（原作：さがら総、『ミラクルジャンプ』2015年7月号[14]）

### 挿絵

#### ピエ〜ル☆よしお名義
- 退魔拳士フェイラン（著：蒼井村正、二次元ドリームノベルズ、キルタイムコミュニケーション刊、2005年1月）ISBN 978-4860321413
- メディカルシスターズ（著：さかき傘、二次元ドリームノベルズ、キルタイムコミュニケーション刊、2005年9月）ISBN 978-4860322021
- あかね色に染まる坂 長瀬湊の恋色（原作：feng、著：真慈真雄、二次元ゲームノベルズ、キルタイムコミュニケーション刊、2008年2月）ISBN 978-4860325398
- リリカル♪りりっく 貴水鈴の旋律（原作：ま〜まれぇど、著：蒼井村正、二次元ゲームノベルズ、キルタイムコミュニケーション刊、2008年8月）ISBN 978-4860326241
- ゆにゆに ボクとお嬢様のぷらいべ〜とれっすん（著：斐芝嘉和、二次元ドリーム文庫、キルタイムコミュニケーション刊、2008年10月）ISBN 978-4860326548
- あかね色に染まる坂 片桐優姫の恋色（原作：feng、著：真慈真雄、二次元ゲーム文庫、キルタイムコミュニケーション刊、2009年2月）ISBN 978-4860326821
- ご主人さまでしょ！ ツン会長のメイド奮闘記（著：夜士郎、二次元ドリーム文庫、キルタイムコミュニケーション刊、2009年8月）ISBN 978-4860327927
- あかね色に染まる坂 白石なごみの恋色（原作：feng、著：真慈真雄、二次元ゲーム文庫、キルタイムコミュニケーション刊、2009年11月）ISBN 978-4860327996
- 魔海少女ルルイエ・ルル（著：羽沢向一、あとみっく文庫、キルタイムコミュニケーション刊、2010年6月）ISBN 978-4860329143
- 魔界王女 金眼のファルシア（著：上田ながの、二次元ドリームノベルズ、キルタイムコミュニケーション刊、2010年7月）ISBN 978-4860329426
- 魔海少女ルルイエ・ルル2（著：羽沢向一、あとみっく文庫、キルタイムコミュニケーション刊、2010年10月）ISBN 978-4860329853
- 誘惑プリンセスはおキライですか？（著：089タロー、二次元ドリーム文庫、キルタイムコミュニケーション刊、2011年1月）ISBN 978-4799200230
- 魔界王女 白銀のロゼッタ（著：上田ながの、二次元ドリームノベルズ、キルタイムコミュニケーション刊、2011年2月）ISBN 978-4799200322
- ツンツンお嬢様は僕専用の性処理道具！（著：上田ながの、二次元ドリーム文庫、キルタイムコミュニケーション刊、2013年1月）ISBN 978-4799203682
- 没落お嬢様は言いなりメイド!?（著：巽飛呂彦、美少女文庫、フランス書院刊、2015年8月）ISBN 978-4829663363

#### みやこかしわ名義
- ちょこプリ！（著：後藤リウ、2011年12月[15] - 2012年6月刊[16]、講談社ラノベ文庫、全3巻）
- イクシオン サーガ 盗賊の傭兵団（著：秋口ぎぐる、2012年11月2日発売[17]、講談社ラノベ文庫）

### その他
- Flashゲーム「看護戦隊エンジェルナース」
- 同人ゲーム「EVIL×BRIDE」（所属サークルTWISTER制作）
- 闘神艶戯 13(キルタイムコミュニケーション刊、2010年8月）表紙イラスト
- 『てんぷる』第5巻特装版イラスト集「煩悩の書」（2021年5月21日発売[18]） - 寄稿[18]